# Річард Вілбер
Річард Перді Вілбер (англ. Richard Purdy Wilbur, 1 березня 1921, Нью-Йорк, США — 14 жовтня 2017, Белмонт) — американський поет і перекладач. Двічі лауреат Пулітцерівської премії (1957 і 1989).  Навчався в Емгерстському коледжі і в Гарвардському університеті. З 1943 року по 1945 рік служив у діючій армії США. Традиціоналіст, тонкий спостерігач природи і мистецтва, продовжувач традицій Емерсона і Фроста. Пік популярності Вілбера в США припав на 1950-ті роки. У збірнику «Advice to a Prophet» (1961) поет різко виступив проти матеріалізму і бездуховності післявоєнного покоління. Високу оцінку його поезії дали, крім інших, Володимир Набоков і Йосип Бродський. Вілбер з успіхом перекладав на англійську Расіна і Мольєра, Ахматову і Бродського; останній, в свою чергу, перевів кілька віршів Вілбера на російську. За переклади Мольєра Вілбер отримав премію американського ПЕН-Центру.